# (11890) 1991 FF
1991 أف أف (ويعرف أيضًا باسم (11890) 1991 أف أف وفق تسمية الكوكب الصغير) (بالإنجليزية: 1991 FF)‏ هو كويكب ضمن حزام الكويكبات؛ وترتيبه 11890 من حيث الاكتشاف.
اكتُشف هذا الجُرم الفلكي بواسطة روبرت إتش ماكنوت في 18 مارس 1991.

## وصلات خارجية
- (11890) 1991 FF في قاعدة بيانات مختبر الدفع النفاث لأجرام النظام الشمسي الصغيرة

- الاكتشاف · مخطط المدار ·  العناصر المدارية · المعلمات المادية

- (11890) 1991 FF على موقع ويكي سكاي: DSS2, SDSS, GALEX, IRAS, Hydrogen α, X-Ray, Astrophoto, Sky Map, Articles and images